# Берш, Карл

Смертельно раненого Авраама Линкольна на руках выносят из театра Форда, Вашингтон, округ Колумбия

Карл Берш (англ. Carl Bersch; 3 мая 1834, Цвайбрюккен — 1 мая 1914, Балтимор) — американский художник немецкого происхождения.

## Биография

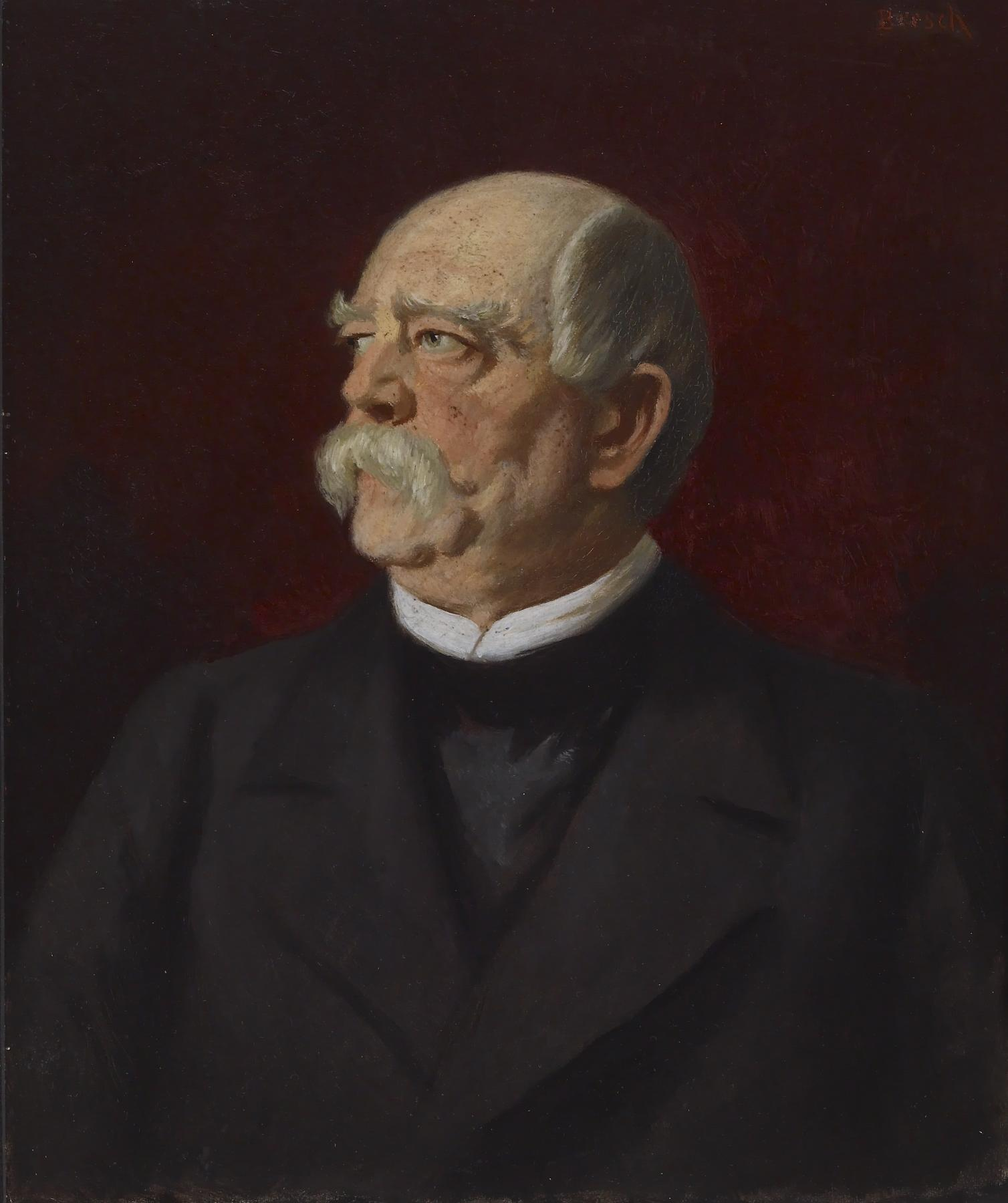
Портрет Бисмарка

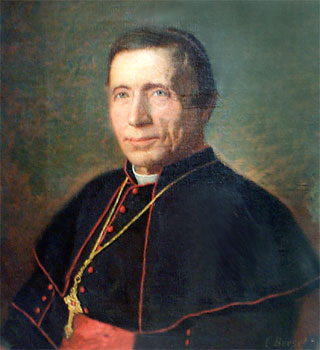
Портрет кардинала Джеймса Гиббонса

Родился в семье краснодеревщика Якоба Бернхарда Берша. Сперва по настоянию отца начал изучать горное дело в местном политехническом институте.
С 1854 года изучал живопись в Мюнхенской академии художеств. После завершения обучения в 1859 году вернулся в Цвайбрюккен, где работал художником-портретистом. Через год эмигрировал в США. Некоторое время жил в Мемфисе и Балтиморе, занимаясь портретной живописью, позже переехал в Вашингтон, округ Колумбия.
После Гражданской войны в США в 1865 году вернулся в Балтимор. Женился. В конце 1866 года получил американское гражданство. Около 1900 года вернулся в Вашингтон. В 1906—1907 годах посетил Европу.
Портретная живопись оставалась его специальностью, кроме того, Берш рисовал придворные сцены, был изобретателем.
Наиболее известен как очевидец убийства Авраама Линкольна 14 апреля 1865 года, которое он запечатлел на своей картине.